# Mafia: The City of Lost Heaven
Mafia: The City of Lost Heaven је видео игра оригинално прављена за Windows која је издата 2002. године. По жанру је пуцачина из трећег лица (енгл. Third-person shooter - TPS). Игра је направљена и за играчке конзоле 2004. године: Сонијев PlayStation 2 и Мајкрософтов Xbox 360. Игру је развио Илужн софтворкс (енгл. Illusion Softworks), а издавач је Gathering of Developers. Игра носи ESRB рејтинг „М“, од (енгл. Mature), тј. за одрасле, због јаког графичког насиља у самој игри. 21. августа 2007, студио Take-Two Interactive је најавио излазак наставка оригиналне игре под називом Mafia II. Након што се други део показао као веома добар, 2016. године излази и трећи део ове игрице - Mafia III.
Радња игре се одвија током 1930-их, од јесени 1930. до краја 1938, за време прохибиције у Сједињеним Америчким Државама. Радња је смештена у измишљен амерички град Лост Хевен (једним делом заснован по угледу на Њујорк и Чикаго из истог периода). Играч преузима улогу таксисте Томаса (Томија) Анџела, који док покушава преживети на улицама Лост Хеавена, неочекивано и не својом вољом бива укључен у организовани криминал као возач криминалне организације Салијери, коју води Дон Салијери. Кроз догађаје у причи, Томи напредује у породици, која се тренутачно бори с конкурентском породицом Морело, коју води Дон Морело. Након неког времена, Томи се ослобађа илузије свог криминалног живота и договара састанак с детективом како би му испричао своју причу и помогао му у уништењу организације Салијери.

## Прича
У граду Лост Хевену, 1938. године бивши припадник мафије Томас Томи Анџело улази у ресторан и налази детектива Нормана. Он затим прича са Норманом и убеђује га да му пружи заштиту пошто је издао локалну мафијашку породицу и сада га они желе мртвог. Норман пристаје под условом да чује сва имена, послове и све што је Томи радио за све те године са мафијом.
Како Томи прича Норману, ми видимо шта он говори и игра се дешава пре његовог уласка у ресторан. Томи је пре био обичан возач таксија који је тешко зарађивао у Лост Хеавену, али био је срећан што је сиромашан и поштен, а не богат и против закона. Био је на паузи, али је чуо јак ударац при судару аута. Двојица људи, Поли и Сем, убивши непријатељске гангстере под влашћу дона Морела, успевају да побегну у Томијев такси и да уз његову помоћ побегну са лица места. Томи их затим вози до Салијери бара, где добија подебелу коверту са новцем за попраљање таксија.
Сутрадан Томи одлучује да је боље не радити са мафијом, јер то доноси опасност. Наставља возити такси, али на једној паузи нападају га двојица гангстера послата од стране дон Морела за освету што је помогао Полију и Сему да побегну. Како му је такси слупан, Томи успева да побегне до Салијери бара где Салијеријеви гангстеру убијају непријатеље. За узврат, Томи постаје њихов помоћник.

### Заплет
| (1938)         | (1938) |
| 1930.          | 1930.  |
| -------------- | ------ |
|                |        |
| ()             |        |
|                |        |
|                |        |
| (1938)         |        |
| 1932.          |        |
| ()             |        |
|                |        |
|                |        |
|                |        |
| (1938)         |        |
| 1933.          |        |
|                |        |
|                |        |
|                |        |
|                |        |
| (1938)         |        |
| 1935. (1938 -) |        |
| ()             |        |
|                |        |
|                |        |
|                |        |
| (1938)         |        |
| 1938.          |        |
|                |        |
|                |        |
|                |        |
|                |        |
| (1951)         |        |

Како време пролази, Томи прелази од обичног возача аута, преко човека за задатке до убице. Дон Салијери, сазнавши да га је Френк, његова десна рука, консељиери и најбољи пријатељ издао, тј. прекршио Омерту, наређује Томасу да га убије. Међутим, то Томи не чини, већ га пушта да се извуче и са породицом оде у Европу и никада више се не врати, а за дона ће бити мртав. Једном приликом он спашава шефа од смрти у луксузном ресторану. Морело је послао да се изврши тај напад, а после га убијају, уништавају му клан и преузимају Лост Хеавен.
На једном задатку, Томи, Поли и Сем узимају кутију са цигарама, али се испоставља да су унутра дијаманти. Схватају да их је Салијери варао и да сав новац који он поседује намерава задржати за себе и да их неће исплатити. Поли предлаже да опљачкају банку, али Томи и Сем одбијају. Такође се испоставља да су Салијери и Морело некада били компањони и радили за истог човека, што је доказано и фотографијом.
Томи пристаје на Полијев предлог и њих двојица успешно пљачкају банку. Међутим, следећег дана Томи пристиже у Полијев стан и види га мртвог у локви крви. Зове га Сем у једну галерију и Томи иде тамо. Салијери је сазнао за пљачку и то што је Френк жив и због тога је Поли мртав, а Томи тек треба бити убијен. Сем напада Томија са неколико људи, али их Томи све убија, осим Сема. Сем бежи, али Томи не може да допусти себи да га убије. Напокон, Томи пуца и убија Сема са леђа.

### Епилог
У овом делу се прича и завршава. Томи показује Норману фотографију са Салијеријем и Морелом. Посао мафије је проклет и то је разлог зашто он хоће да изда локалну породицу. Норман то подржава и Салијери је ухапшен. Томи сведочи на суду и Салијери бива осуђен. Преко осамдесет гангстера је осуђено на доживотну робију или смртну казну и породица је потпуно уништена. Томи, његова жена и кћерка пребацују се у Европу са другачијим именима и почињу живот испочетка. Такође постоји и епилог, 1951. године који показује старог Томија седокосог и са брковима како залива цвеће испред своје куће. Ауто се зауставља и двојица га ословљавају његовим правим именом иако га је променио. Он потврдно одговара, а један од њих вади лупару. Обе цеви су испражњене у Томијево тело, а двојица убица успевају да побегну. У последњој сцени видимо Томија из птичје перспективе, како лежи у локви крви и свом цвећу, мртав.

### Ликови
- Томас Анџело, познатији као Томи Анџело
- Детектив Норман
- Поли
- Сем
- Дон Морело
- Серђио Морело
- Дон Салијери
- Френк Колети
- Вићенцо
- Ралф
- Лукас Бертоне
- Луиђи
- Сара

### Занимљивости
- Сви глумци који дају глас главним ликовима играју у серији Породица Сопрано.